# (4722) Agelaos
(4722) Agelaos ist ein Asteroid aus der Gruppe der Jupiter-Trojaner. Damit werden Asteroiden bezeichnet, die auf den Lagrange-Punkten auf der Bahn des Jupiter um die Sonne laufen. (4722) Agelaos wurde am 16. Oktober 1977 von C. J. und I. v. Houten-Groeneveld, Tom Gehrels entdeckt. Er ist dem Lagrangepunkt L5 zugeordnet.
Der Asteroid ist nach dem mythologischen Figur Agelaos benannt, die in Verbindung steht mit dem Trojanischen Krieg.